# Västlig harvallaby
Västlig harvallaby (Lagorchestes hirsutus) är ett pungdjur i familjen kängurudjur.

## Beskrivning
Djuret tillhör de minsta känguruerna. Det når bara en kroppslängd (huvud och bål) mellan 31 och 39 cm, en svanslängd mellan 25 och 31 cm samt en vikt av 0,8 till 1,9 kg. Den täta pälsen har på ovansidan en gråbrun färg, undersidan är ljusare medan fötterna och svansen är mörkare. Kännetecknande är länga rödbruna hår på djurets rygg. De bakre extremiteterna är som hos flera andra kängurudjur tydligt längre än de främre. Huvudet är relativt litet medan öronen är långa.

## Utbredning och levnadssätt
Artens ursprungliga levnadsområde omfattade cirka 25 procent av hela Australien. Den förekom i Northern Territory, i Western Australia och i nordvästra South Australia. Idag är djuret utrotat på det australiska fastlandet. De enda populationerna finns på ögruppen Bernier and Dorre Islands som ligger utanför västra Australiens kustlinje. Den har dessutom införts till Trimouille Island, en del av Montebelloöarna i Western Australia. Det ursprungliga habitatet var gräsmark med växter av grässläktet Triodia.
Västlig harvallaby är aktiv på natten och vilar på dagen i bon av jord. Vid skymningen börjar den leta efter föda. Varje individ lever ensam och de undviker vanligen kontakt med artfränder. Födan utgörs av gräs, örter, frön och ibland frukter. Som alla kängurudjur har de en komplex magsäck med flera kamrar, som förbättrar djurets ämnesomsättning.
Honor kan få upp till tre kullar per år men varje kull har bara en unge som stannar cirka fyra månader i moderns pung (marsupium). Livslängden för vilda individer är okänd, men i fångenskap kan arten bli över 13 år gammal.

## Hot
Med européernas ankomst i Australien började populationens tillbakagång. Det beror huvudsakligen på omvandling av levnadsområdet. Aboriginers tradition att odla bara små områden med hjälp av svedjebruk bjöd på tillräcklig föda och gömställen för västlig harvallaby. Under kolonisternas tid förekom däremot stora buskbränder som decimerade artens bestånd. Dessutom fick västlig harvallaby nya konkurrenter om födan som införda kaniner och den jagades av nya fiender som förvildade katter och rävar.
Under 1990-talet försvann den sista populationen på fastlandet. Beståndet i Tanamiöken eliminerades i en stor eldsvåda. I naturen finns arten bara på Bernier and Dorre Islands. Flera individer avlas i fångenskap. 
Populationen på Trimouille Island ligger på mellan 120 och 350 individer. Beståndet på Bernier and Dorre Islands varierar kraftigt, och antas vara under 4 000 under torrtider. Den uppskattades 1989 till 4 100  individer. IUCN listar arten som sårbar (vulnerable).